# Trouble (Coldplay)
Trouble è un singolo del gruppo musicale britannico Coldplay, pubblicato il 23 ottobre 2000 come terzo estratto dal primo album in studio Parachutes.

## Descrizione
Trouble è una ballata basata su un riff di pianoforte. Dopo la sua ideazione, il brano ha subito radicali cambiamenti durante il suo sviluppo. Nel settembre 1999 esso era caratterizzato da un ritmo veloce, riff di chitarra distorta e attacchi vocali aggressivi che ricordano i Supergrass. Questa prima versione punk rock di Trouble è stata inserita nel Tour Diary Documentary del DVD Live 2003, dove i Coldplay, durante un soundcheck, eseguono la prima versione del brano.
Dal novembre 1999 le esecuzioni dal vivo di Trouble iniziarono a includere il famoso riff di piano. Al momento di incidere la versione definitiva da includere in Parachutes, il brano fu rallentato e furono introdotte nuove partiture per chitarra e batteria.

## Pubblicazione
Trouble è stato il secondo singolo dei Coldplay ad entrare nella Top 10 della classifica britannica dei singoli. Singoli particolari sono stati prodotti unicamente per Regno Unito/Europa, Norvegia (paese nel quale è stato pubblicato sotto forma di EP live) e Australia. La versione promozionale invece è stata prodotta per Regno Unito e Stati Uniti.
Nel singolo sono presenti come b-side il rifacimento di Brothers & Sisters (precedentemente pubblicato come singolo nel 1999) e una versione acustica di Shiver.

## Video musicale
La versione originale del video di Trouble è stata diretta da Sophie Muller, collaboratrice, tra gli altri, di No Doubt, Eurythmics e Blur. Il video rappresenta il frontman Chris Martin come un prigioniero nell'oscurità. Martin è legato con delle corde ad una sedia, solo in un freddo glaciale (come si può notare dalla condensa che esce dalla sua bocca). Gli altri componenti del gruppo possono essere visti in una sequenza rallentata dove Jonny Buckland e Will Champion legano Guy Berryman ad un'altra sedia e lo costringono a guardare la telecamera.
Nell'ottobre 2001 è uscita una nuova versione del video per il pubblico statunitense in cui compariva l'intero gruppo. Questa nuova versione, diretta da Tim Hope, riprende l'idea del video di Don't Panic mostrando i componenti del gruppo come cartonati bi-dimensionali e raffigurati a bordo di una carrozza trainata da cavalli attraverso una foresta. Sulla cima di una montagna è possibile notare una donna in una casa che innaffia le piante. Un piccolo corvo vola dalla carrozza alla casa, dove si tramuta in un uccello molto più minaccioso. Poi vola sopra la casa e si trasforma in una nuvola nera, che pioverà su tutta la scena. La pioggia crea dei piccoli buchi in terra, e altri corvi schizzano fuori dai suddetti buchi. Infine, un tornado strappa via la casa con tutte le fondamenta e la pone in un contesto nuovo più suburbano.
Il video di Tim Hope si è aggiudicato il premio per la miglior direzione artistica agli MTV Video Music Awards 2002, manifestazione alla quale era anche candidato nella categoria video più originale.

## Tracce
Testi e musiche Guy Berryman, Jonny Buckland, Will Champion e Chris Martin.
CD promozionale (Regno Unito), CD singolo (Francia)
1. Trouble – 4:31
2. Shiver (Jo Whiley's Lunchtime Social) – 4:21

CD promozionale (Stati Uniti)
1. Trouble (Edit) – 3:51
2. Trouble (Album Version) – 4:30

CD singolo (Regno Unito), MC (Europa), download digitale 12" promozionale (Regno Unito)
1. Trouble – 4:33
2. Brothers & Sisters – 4:49
3. Shiver (Jo Whiley's Lunchtime Social) – 4:21

CD singolo (Australia)
1. Trouble – 4:33
2. Don't Panic – 2:17
3. Brothers & Sisters – 4:47
4. Shiver (Jo Whiley's Lunchtime Social) – 4:21

7" (Regno Unito)
- Lato A

1. Trouble – 4:33

- Lato B

1. Brothers & Sisters – 4:49

7" (Stati Uniti)
- Lato A

1. Trouble (Edit) – 3:51

- Lato B

1. Brothers & Sisters – 4:49

Trouble - Norwegian Live EP
1. Trouble (Live @ Rockefeller Music Hall) – 4:35
2. Shiver (Live @ Rockefeller Music Hall) – 5:44
3. Sparks (Live @ Rockefeller Music Hall) – 3:54
4. Yellow (Live @ Rockefeller Music Hall) – 5:02
5. Everything's Not Lost (Live @ Rockefeller Music Hall) – 6:06

## Formazione
- Chris Martin – voce, pianoforte
- Jonny Buckland – chitarra
- Guy Berryman – basso
- Will Champion – batteria